# Corps de garde de Saint-Germain-sur-Ay
Le corps de garde dit chapelle du Corps de Garde ou chapelle Notre-Dame-du Rosaire ou encore chapelle du Grapillon est situé sur le territoire de la commune française de Saint-Germain-sur-Ay, dans le département de la Manche, en région Normandie. Il s’agissait d’un bâtiment fortifié daté du XVIIe siècle destiné à la surveillance du littoral pour les milices garde-côtes puis pour les douaniers.
L'ancien corps de garde, qui constitue un témoignage de la défense des côtes du Cotentin sous l’Ancien Régime, est inscrit aux monuments historiques.

## Localisation
L'ancien corps de garde transformé en chapelle est situé au lieu-dit le Jardin de la Loge sur un promontoire rocheux près du hameau la Gavérie, sur la commune de Saint-Germain-sur-Ay, dans le département français de la Manche.

## Historique
La presqu’île du Cotentin encerclée par la Manche a subi de nombreuses invasions étrangères sur ses terres. Les côtes sont successivement menacées par les Saxons, les Frisons, les Scandinaves puis par les Anglais.
La commande de 1669 au maître d’œuvre « P. »
Face à ces incursions ennemies, le corps de garde s’inscrit dans les mesures prises visant la sécurisation du littoral du Cotentin. L’historien normand Pierre Mangon du Houguet répertorie dans ses mémoires les fortifications de la Manche. Son travail sur des archives aujourd’hui perdues a permis de reconstituer tout un pan de l’histoire cotentinoise repris par les historiens régionaux. Il note la commande par le roi et le gouverneur de l’érection de vingt corps de garde. Le maître d’œuvre qui bâtit le corps de garde de Saint-Germain-sur-Ay, le fit pour « 140 » . Le document nous livre également l’initiale de son nom,  « P. », qui participa également à la construction de huit autres corps de garde situés à Carteret, Surville, Omonville-la-Rogue, Digulleville, Saint-Germain-des-Vaux, Sciotot, Le Rozel et Flamanville.
La compagnie du corps de garde au sein de la défense du havre, XVIIe – XIXe siècles
C’est en 1705 que la compagnie saint-germinaise des garde-côtes est créée. Elle est sous le commandement de la capitainerie de Portbail. Cette compagnie est composée de dix hommes appelés et âgés de 16 à 60 ans. À sa tête, un capitaine et un lieutenant tiennent le registre des rôles généraux de la paroisse permettant en temps de guerre et sur ordre de la capitainerie la levée de mille hommes. Le corps de garde, doté d’un âtre et de trois fenêtres meurtrières, accueillait les garde-côtes qui s’y relayaient nuit et jour.
La datation du corps de garde
Les écrits de Pierre Mangon avancent de manière très précise la date de construction d’un corps de garde sans en indiquer l’emplacement. Pour Michel Pinel, le corps de garde actuel daterait plus vraisemblablement de 1900 et était utilisé par les douanes. Suivant ce raisonnement, le corps de garde de 1669 se positionnait alors à la pointe du banc au bord de la mer. Une carte particulière des côtes de France de 1831 indique effectivement l’emplacement d’un corps de garde aujourd’hui disparu. Pour l’historien Louis Le Blond, le corps de garde de la Gaverie est celui de 1669. Dans la Revue de la Manche, il relate l’alerte à l’invasion anglaise du 31 mars 1793 . « Trois petits bateaux anglais rôdant et cherchant à faire une descente » sur la côte effraye la municipalité de la Haye-du-Puits qui exige la « construction d’un corps de garde à Saint-Germain-sur-Ay » à l’endroit nommé le  « Bu du Banc ». La population n’ignorant pas l’existence du premier corps de garde de Saint-Germain « situé à une lieue de la mer, près de l’église » aurait ainsi décidé de compléter la défense du havre par un second ouvrage. Déjà en 1756, le détail des capitaineries situait le corps de garde comme « étant reculé dans les terres ». Sur la carte particulière des côtes de France de 1831, on peut également discerner trois ensembles bâtis en ruine situés à l’emplacement actuel du corps de garde.
Des ruines de Notre-Dame-du-Rosaire à la renaissance de la chapelle du Grapillon 1949-1987
Alors que l’église était en reconstruction des suites de la guerre, le corps de garde devint dès 1949 le lieu d’une procession chrétienne aux flambeaux le 15 août.
L’érosion marine rongea les fondations du corps de garde qui menaça de s’effondrer dans le havre. Un comité de sauvegarde fut créé en 1977 et mit dix ans à consolider l’édifice et à lui redonner son lustre d’antan.
Au cours de ces années de reconstruction, René Féret choisit  de poser ses caméras en 1984 au pied de la chapelle et d’y tourner une des scènes de son film Le Mystère Alexina.

## Description
En pierre de taille, l’édifice repose sur un promontoire rocheux consolidé de part et d’autre par des apports successifs de blocs de roche. Il forme pratiquement un carré : 3,80 mètres de long pour 3,30 mètres de large. En son point le plus haut, le plafond atteint 3,50 mètres. Trois fenêtres meurtrières laissent pénétrer la lumière. Deux se situent sur l’embouchure du havre, tandis que la troisième s’oriente vers la rivière l’Ouve. Un âtre en état de fonctionner se trouve sur sa face nord. Un autel et deux porte-cierges soutiennent une Vierge Marie. La date 1984 est inscrite  à l’extérieur sur le flanc sud du contrefort.

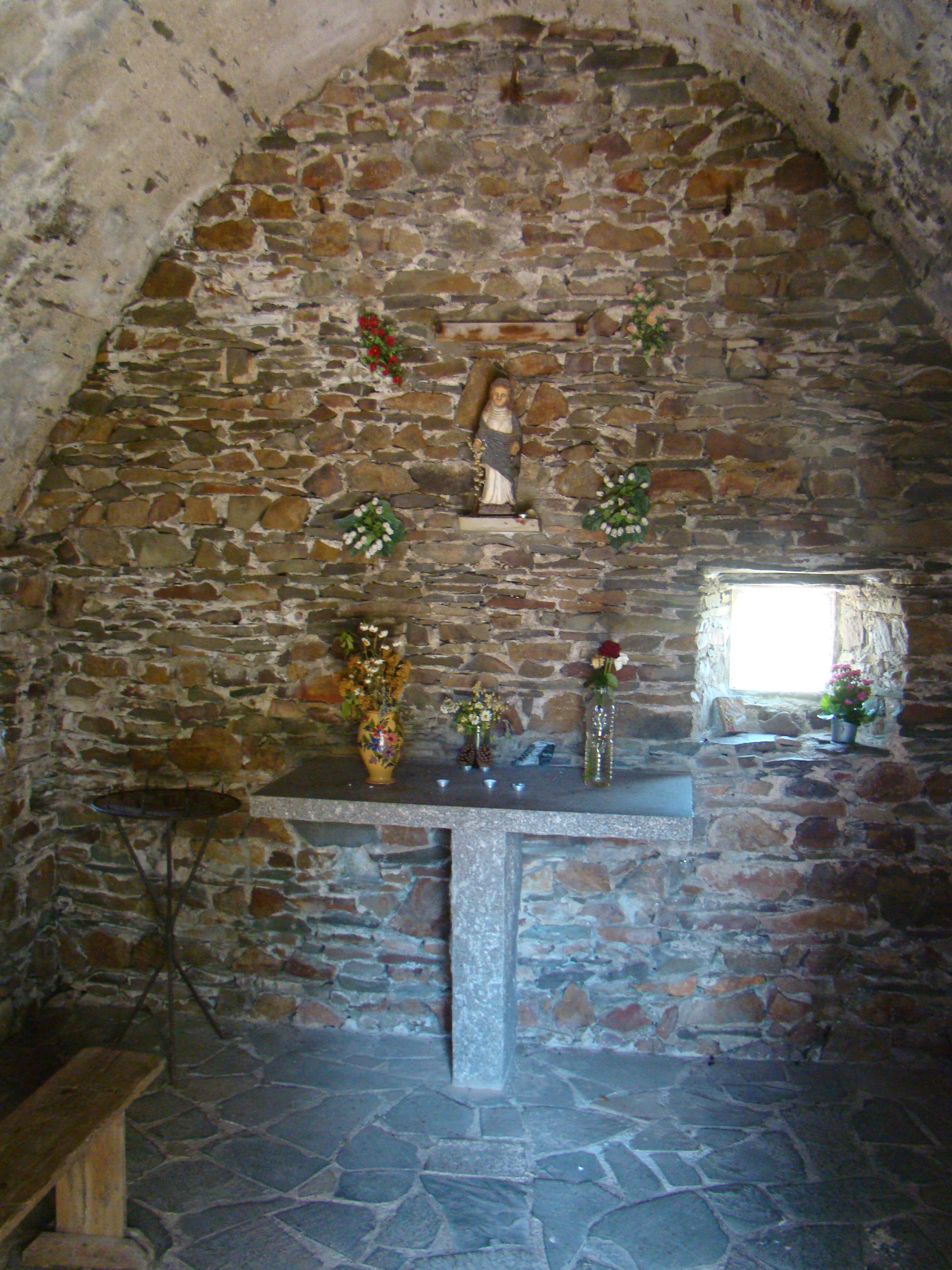
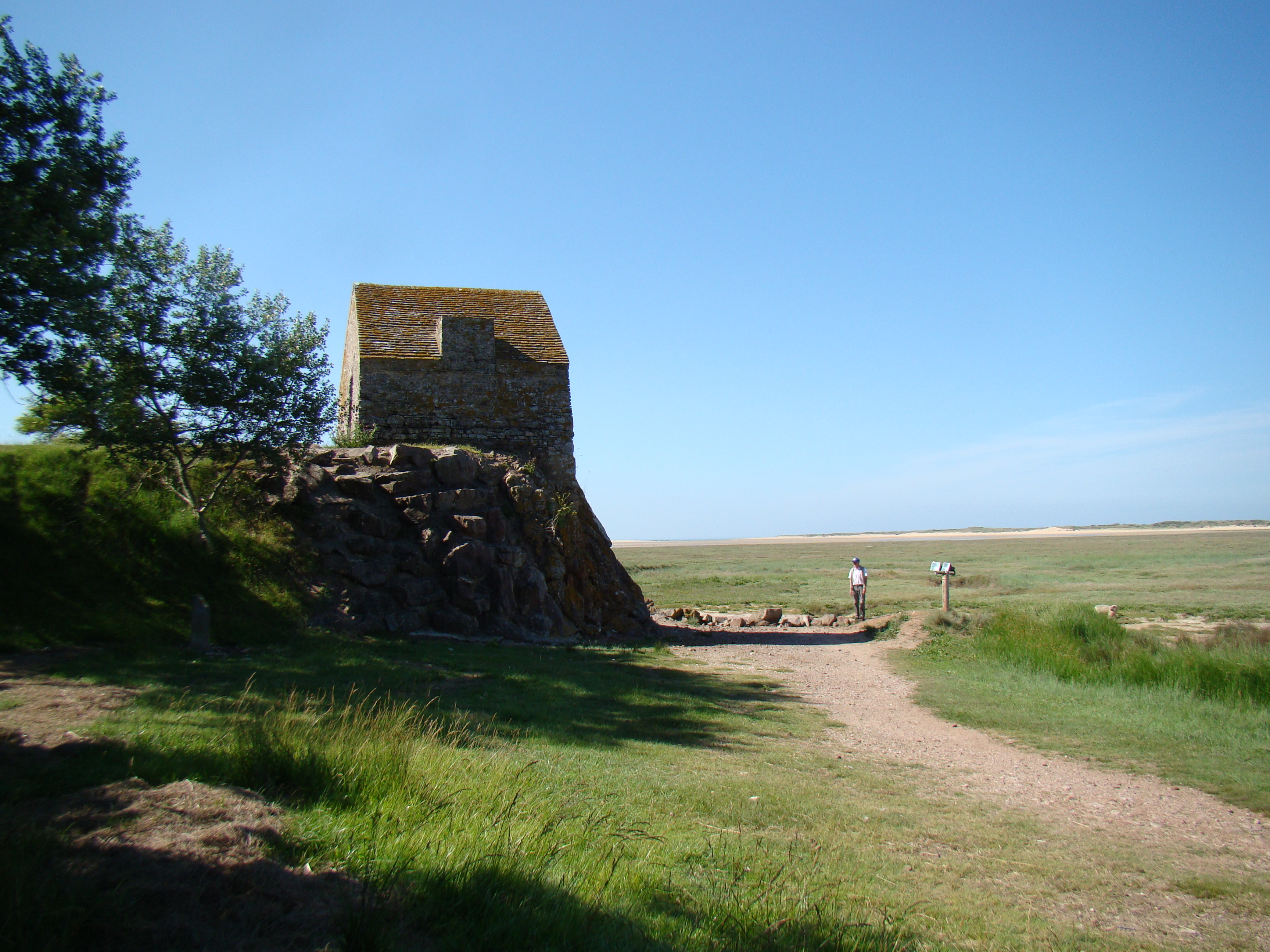
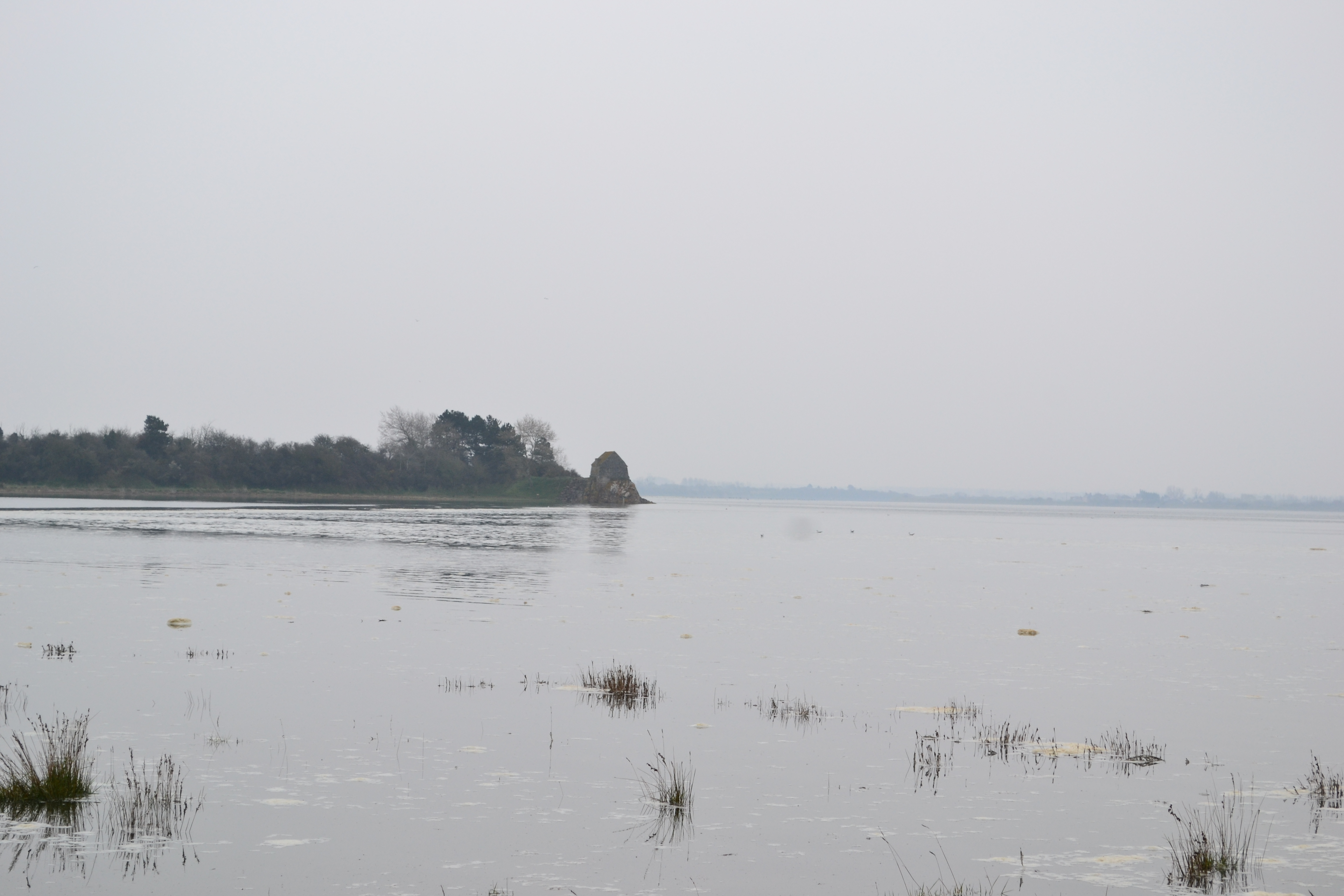